# Buchheim (Heideland)
Buchheim ist ein Ortsteil der Gemeinde Heideland im Saale-Holzland-Kreis in Thüringen, die Teil der Verwaltungsgemeinschaft Heideland-Elstertal-Schkölen ist.

## Geografie
Buchheim liegt östlich der Bundesautobahn 9 an einer Ortsverbindungsstraße von Königshofen nach Trebnitz in Sachsen-Anhalt. Das Dorf hat eine bis in das Elstertal verlaufende Ortsverbindungsstraße. Ab Buchheim verläuft die Straße in einer ehemaligen bewaldeten Erosionsrinne. Das Gelände um Buchheim ist kupiert und mit Sandgruben gestört.

## Geschichte
Als Jahr der urkundlichen Ersterwähnung von Buchheim wurde 1196 ermittelt. Der Ort gehörte zum wettinischen Kreisamt Eisenberg, welches aufgrund mehrerer Teilungen im Lauf seines Bestehens unter der Hoheit verschiedener Ernestinischer Herzogtümer stand. 1826 kam der Ort mit dem Südteil des Kreisamts Eisenberg und der Stadt Eisenberg vom Herzogtum Sachsen-Gotha-Altenburg zum Herzogtum Sachsen-Altenburg. Ab 1920 gehörte er zum Freistaat Thüringen.
Die nach der Wende gebildete Agrargenossenschaft Buchheim-Crossen führt den Namen des Dorfes.
→ Siehe auch St. Laurentius (Buchheim)